# Televisie in Nederland
Nederland is een van de vele landen in Europa waarin op televisie nog sprake is van een duaal omroepbestel waarin publieke en commerciële omroepen naast elkaar uitzenden. Er zijn in Nederland drie publieke en verschillende commerciële en buitenlandse zenders te ontvangen. Sinds de introductie van digitale televisie is daar nog een groot aantal zenders bij gekomen: meestal extra buitenlandse zenders of zenders die zich richten op een specifiek thema.

## Geschiedenis

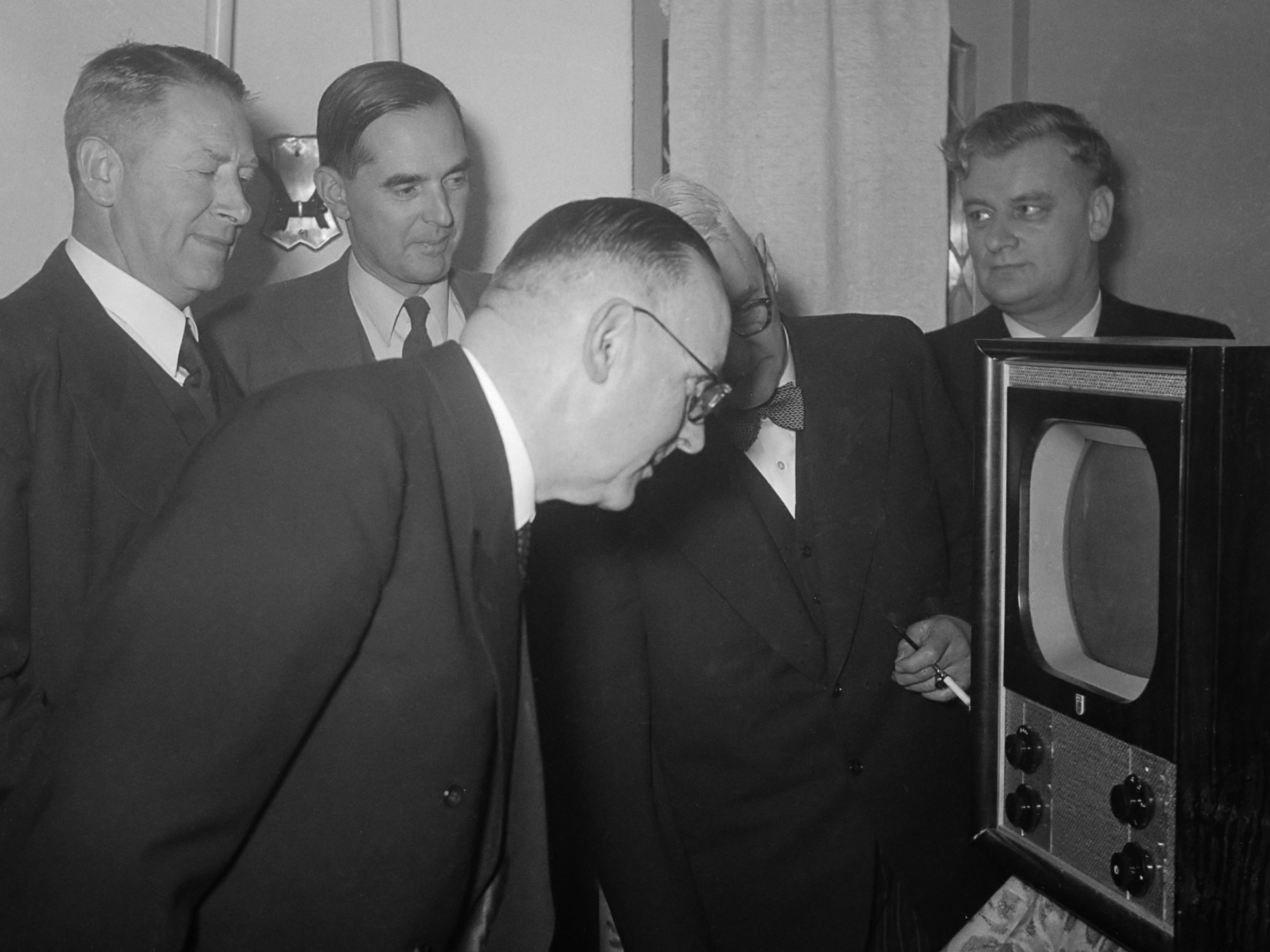
Officiële ingebruikneming televisie-omroep, 2 oktober 1951

De Nederlandse televisie begon tijdens de jaren 30 in het Philips Natuurkundig Laboratorium, waar gewerkt werd aan manieren om televisie-uitzendingen te maken. Tussen 1948 en 1951 volgden er experimentele uitzendingen. Op 2 oktober 1951 was de eerste landelijke uitzending, vanuit studio Irene. De eerste zender kreeg de naam die hij tot 19 augustus 2014 heeft gehad: Nederland 1. Sindsdien heet de zender NPO 1. De zender werd vooral gebruikt voor nieuws- en informatievoorziening. In 1956 werd besloten dat er zou worden uitgezonden volgens het verzuilde systeem dat ook al voor de radio van toepassing was. Uiteindelijk kregen de vijf omroepen AVRO, VARA, KRO, NCRV en V.P.R.O. allen een eigen deel zendtijd en werd er niet gekozen voor één nationale omroep.
In 1967 was er voor het eerst reclame op de Nederlandse televisie en werd ook kleuren-tv geïntroduceerd. Twee jaar later werd het open bestel ingevoerd en mochten nieuwe omroepen zoals de uit zendpiraterij voortgekomen TROS en de uit onvrede ontstane EO toetreden tot de publieke omroep, zij het onder bepaalde voorwaarden. Een ledencriterium dat bepaalde (en bepaalt) of een omroep mag uitzenden en zo ja, hoelang, was het belangrijkst. Deze status werd A, B, C of aspirant-status genoemd, heden hebben alle omroepen met leden de A of aspirant-status. Ook werd de NOS als verzorger van algemene uitzendingen (met name nieuws en sport) opgericht vanuit de NTS, en kwam er een algemeen toezichtsorgaan: het Commissariaat voor de Media.
In 1989 begon de eerste commerciële omroep RTL Véronique met uitzenden. Dat moest nog vanuit het buitenland, omdat binnenlandse commerciële omroepen nog verboden waren. De publieke omroep bestond inmiddels ook al uit drie zenders. In 1992 werden binnenlandse commerciële omroepen toegestaan, sindsdien zijn verschillende commerciële omroepen gaan uitzenden via de kabel en zijn er ook alweer veel verdwenen. Verder zijn er ook meer publieke omroepen bij gekomen.
Met de introductie van digitale televisie is er weer veel veranderd. Digitale televisie wordt meestal ontvangen via de kabel, maar door de digitale techniek kunnen er veel meer zenders worden meegestuurd. Dat laatste is ook gebeurd en op dit moment kunnen er honderden zenders worden ontvangen, waarvan vele zich richten op specifieke thema's. De publieke omroep heeft daar ook gebruik van gemaakt. Een andere recente ontwikkeling is die van hdtv dat in 2009 werd ingevoerd op de publieke netten en de beeldkwaliteit heeft vergroot.

## Ontvangst
Om televisie te kunnen kijken zijn er digitale televisiesignalen nodig. Sinds 2006 is het niet meer mogelijk om analoge signalen via de antenne uit de lucht te ontvangen. Digitale televisie kwam daarvoor in de plaats. Veruit de meeste Nederlandse televisiekijkers ontvangen nu hun televisiesignaal via de kabel en voor afgelegen huizen is de satelliet een optie. Van de wel bekabelde huizen gebruiken ook veel mensen de satelliet, omdat de beeldkwaliteit vaak goed is en het vaak onderdeel is van een speciaal abonnement.

### Aanbieders
De grootste aanbieder van kabeltelevisie is Ziggo. Meestal zijn televisie-abonnementen in combinatie met internet en telefonie aan te schaffen. Voor de satelliet is Canal Digitaal de grootste verstrekker. Een andere optie is digitale televisie via de ether met KPN digitenne.
Mensen die kabeltelevisie ontvangen, kunnen ook een digitale decoder aanschaffen en zich zo abonneren op digitale televisie. Hierdoor stijgen de beeld- en geluidskwaliteit en kunnen er (tegen betaling) veel extra zenders worden ontvangen.
In het geval van digitale televisie zijn er vaak verschillende zenderpakketten te kiezen. Naast de door gemeenten verplicht aan te bieden basiszenders op de kabel kunnen klanten een uitbreidingspakket kiezen met extra Nederlandse en buitenlandse zenders. Vaak kunnen daarnaast nog themapakketten worden aangeschaft.
NPO 1, 2 en 3 zijn gratis live op internet te zien.

## Televisiezenders
Op de Nederlandse televisie is een globaal onderscheid te maken tussen:
- De drie landelijke zenders van de Nederlandse Publieke Omroep (NPO) waarop de verschillende omroepen, de NOS en enkele andere organisatie uitzenden.
- Regionale en lokale zenders
- Commerciële zenders
- Buitenlandse zenders
- Zenders die enkel digitaal te ontvangen zijn, vaak extra buitenlandse zenders of themakanalen

### Publieke Omroep
De (reguliere) kanalen van de NPO zijn de kanalen NPO 1, 2 en 3. Ze worden gefinancierd door enerzijds de overheid en anderzijds via reclame-opbrengsten van de STER. Op de netten zenden veel grote en kleine organisaties (omroepen) hun programma's uit en verdelen onderling de zendtijd.
| Kanaal | Slogan                     | Omschrijving |
| ------ | -------------------------- | --- |
| NPO 1  | "Wij zijn 1"               | Op deze zender worden de populairste programma's van de NPO uitgezonden zoals Boer zoekt Vrouw, Mooi! Weer De Leeuw en Studio Sport met de eredivisiewedstrijden. Verder is er aandacht voor belangrijke nieuws- en sportevenementen. Er is ruimte voor allerlei soorten programma's, van actualiteiten tot amusement. |
| NPO 2  | "Vertelt het hele verhaal" | NPO 2 is de informatieve zender van de NPO met vooral aandacht voor nieuws, actualiteit en achtergronden. Er zijn verder met opinieprogramma's, documentaires en alternatieve films te bekijken. Kunst, cultuur en religie krijgen ook veel aandacht.                                                                  |
| NPO 3  | "Anders kijken, meer zien" | Op NPO 3 worden vernieuwende en ook vaak op de wat jongere kijker gerichte programma's uitgezonden. SpangaS en Spuiten en Slikken zijn bekende voorbeelden. Ook is er veel ruimte voor sportprogramma's. Ook jongvolwassenen-omroep PowNed zendt uit op NPO 3.                                                         |

Voor de omroepfusies in 2014 waren dit de uitzendende publieke omroepen in Nederland:
| Omroep     | (oorspronkelijke) Betekenis                          | Jaar van oprichting |
| ---------- | ---------------------------------------------------- | ------------------- |
| NCRV       | Nederlandse Christelijke Radio-Vereniging            | 1924                |
| KRO        | Katholieke Radio Omroep                              | 1925                |
| VARA       | Vereeniging van Arbeiders Radio Amateurs             | 1925                |
| VPRO       | Vrijzinnig Protestantse Radio Omroep                 | 1926                |
| AVRO       | Algemene Vereniging Radio Omroep                     | 1927                |
| TROS       | Televisie & Radio Omroep Stichting                   | 1964                |
| EO         | Evangelische Omroep                                  | 1967                |
| BNN        | Barts Neverending Network                            | 1997                |
| Omroep MAX | -                                                    | 2002                |
| PowNed     | "Publieke Omroep Weldenkend Nederland En Dergelijke" | 2010                |

Na de fusies in het Nederlands omroepbestel is dit het overzicht van de huidige publieke omroeporganisaties. Ondanks de fusies zenden slechts AVROTROS en KRO-NCRV onder een gezamenlijke vlag uit.
| Omroep     | Aantal leden (2021) | Huidige populaire programma's                                      | Omroepstatus        |
| ---------- | ------------------- | ------------------------------------------------------------------ | ------------------- |
| KRO-NCRV   | 401.863             | De Slimste Mens - Een huis vol - Boer zoekt vrouw                  | A                   |
| BNNVARA    | 407.000             | Oogappels - Floortje naar het einde van de wereld - Over mijn lijk | A                   |
| AVROTROS   | 315.000             | Wie is de Mol? - Radar - Flikken Maastricht                        | A                   |
| EO         | 320.000             | Blauw Bloed                                                        | A                   |
| Omroep MAX | 406.691             | Heel Holland Bakt - We zijn er Bijna! - Tijd voor MAX              | A                   |
| VPRO       | 266.576             | De Avondshow met Arjen Lubach                                      | Zelfstandige omroep |
| WNL        | 62.000              | Goedemorgen Nederland - WNL op Zondag                              | Aspirant            |
| PowNed     | 58.027              | De gevaarlijkste wegen van de wereld                               | Aspirant            |

De volgende organisaties zenden ook uit op de publieke netten:
| Organisatie          | Betekenis                                                                       | Beschrijving |
| -------------------- | ------------------------------------------------------------------------------- | --- |
| NOS                  | Nederlandse Omroep Stichting                                                    | De NOS verzorgt nieuws- en sportuitzendingen via met name het NOS Journaal en Studio Sport. Er is ook aandacht voor politiek en de NOS zorgt daarnaast voor coördinatie tussen de omroepen. Verder representeert het de NPO in het buitenland, en beheert het Teletekst.                                                                                            |
| NTR                  | Vernoemd naar een samenvoeging van de oude publieke omroepen NPS, Teleac en RVU | De NTR zorgt voor aanvullende programma's met als bekende voorbeelden Sesamstraat, Het Klokhuis, Andere Tijden en Keuringsdienst van Waarde. |
| Kleine 2.42-omroepen | Vernoemd naar artikel 2.42 van de Mediawet 2008                                 | Dit zijn de omroepen van geestelijke genootschappen: Boeddhistische Omroep Stichting (BOS), Humanistische Omroep (HUMAN), Interkerkelijke Omroep Nederland (IKON), Joodse omroep (JO), Nederlandse Islamitische Omroep (NIO), Nederlandse Moslim Omroep (NMO), Organisatie Hindoe Media (OHM), Rooms-katholiek Kerkgenootschap (RKK) en Zendtijd voor Kerken (ZvK). |
| PP                   | Politieke partij(en)                                                            | Zendtijd voor politieke partijen, in de vorm van campagnefilmpjes. |
| OF                   | Omrop Fryslân                                                                   | Dit is de enige regionale omroep met zendtijd op de nationale publieke netten. |
| Socutera             | Sociale en culturele doeleinden door televisie en radio                         | Promo's voor goede doelen. |
| STER                 | Stichting Etherreclame                                                          | De STER verzorgt de reclameblokken op de publieke netten. |

### Regionale en lokale zenders
De meeste regionale televisiezenders zenden uit voor een provincie. RTV Oost voor Overijssel was de eerste die in 1992 begon met enkele keren per week uit te zenden. De meeste regionale zenders worden gesubsidieerd door de overheid: via OC&W, of via het provinciefonds.
Lokale zenders moeten het doen zonder subsidies en werken dus vaak met weinig geld en vrijwilligers. Hierdoor kunnen er maar weinig uitzendingen gemaakt worden. Dit geldt overigens niet voor het Amsterdamse AT5, het is de grootste en wellicht ook bekendste lokale (maar wel in heel Noord-Holland te ontvangen) zender in Nederland en zendt ook 24 uur per dag uit.

### Commerciële televisie
Sinds de introductie van digitale televisie, zijn er in Nederland veel commerciële kanalen te ontvangen. De twee grootste en bekendste bedrijven met commerciële zenders zijn RTL en SBS. In totaal beheren zij acht zenders:
| Kanaal   | Beschrijving | Drie huidige bekende programma's                             |
| -------- | --- | ------------------------------------------------------------ |
| RTL 4    | RTL 4 is de best bekeken commerciële zender in Nederland. Soaps, drama, comedy en reality tv zijn enkele genres van programma's die vaak op RTL 4 zijn te zien.                  | RTL Boulevard, RTL Nieuws, Goede tijden, slechte tijden, CSI |
| RTL 5    | RTL 5 richt zich op studenten en jongvolwassenen. Het zendt veel films en series uit het buitenland uit en van eigen bodem zijn er veel reality- en amusementsprogramma's.       | Expeditie Robinson, Temptation Island, Wie is de Chef?       |
| RTL 7    | RTL 7 richt zich op de mannelijke kijker en zendt veel auto- en voetbalprogramma's uit. Het is ook het net van de economische rubriek RTL Z, dat overdag op het kanaal uitzendt. | AutoXperience, Business Class                                |
| RTL 8    | RTL 8 richt zich meer op de vrouwelijke kijker en herhaalt veel programma's die op de andere RTL-zenders (vooral RTL 4) zijn uitgezonden.                                        | Gooische Vrouwen, Het roer om                                |
| SBS6     | SBS6 heeft een breedprogramma-aanbod en richt zich op het gezin. Het zendt veel amusementsprogramma's uit en ook films en series.                                                | Hart van Nederland, Utopia, Dokter Tinus                     |
| Net5     | Net5 richt zich op de jonge, hoog opgeleide vrouw en zendt veel Amerikaanse series en films uit. Van eigen bodem zijn er ook series, en reality-programma's.                     | De co-assistent, Verborgen Gebreken, Het Blok                |
| Veronica | Veronica richt zich op jonge kijkers. Het zendt veel series en films uit en ook veel reality-programma's. Overdag zendt kinderzender Disney XD op het kanaal uit.                | Top Gear, De Grote Beurt, Waar is de Mol?                    |
| SBS9     | SBS9 is de jongste zender van SBS en zendt iedere dag om 20:30 een film uit. Verder zijn er veel herhalingen van andere SBS-zenders.                                             |                                                              |

Andere bekende commerciële zenders in Nederland zijn:
- Nickelodeon
- STAR Channel
- MTV
- TLC
- Comedy Central
- Discovery Channel
- National Geographic Channel

### Buitenlandse zenders
In Nederland zijn veel buitenlandse zenders te ontvangen, sommigen open via de kabel, anderen alleen digitaal. Voorbeelden zijn:
- Één en Canvas (Vlaams België)
- La Une, La Deux (Franstalig België) en TV5 Monde
- BBC 1 en BBC 2 (Engeland)
- ARD (Das Erste), ZDF en WDR (Duitsland)
- TF1 en France 2 (Frankrijk)
- Rai Uno (Italië)

De meeste zenders zijn de publieke netten van het desbetreffende land, maar digitaal zijn er ook commerciële buitenlandse zenders te ontvangen.
Voorts zijn met behulp van een schotelantenne zeer veel andere buitenlandse zenders te ontvangen die niet in de kabelpakketten zijn opgenomen, maar uitzenden via een satelliet.

### Digitale zenders
Om digitale zenders te ontvangen is een digitale ontvanger (decoder) nodig. Abonnees van digitale televisie kunnen alle bovengenoemde kanalen ontvangen met een betere beeld- een geluidskwaliteit. Daarnaast zijn er veel extra zenders te kiezen, vaak als onderdeel van een bepaald zenderpakket. Veel aanbieders leveren naast een standaardpakket (met de zenders die ook analoog te ontvangen zijn) een vastgesteld uitbreidingspakket met extra publieke, commerciële en buitenlandse zenders. Veel van de Nederlandse zenders richten zich op bepaald thema, zo zijn er pakketten te kiezen voor bijvoorbeeld Turkse kijkers, kijkers met kinderen of liefhebbers van zeilen. Ook zijn de premiumkanalen voor extra kosten te ontvangen voor bijvoorbeeld de nieuwste films (Film1) of sport (Eredivisie Live).